# Cyclisme aux Jeux panaméricains de 1979
Navigation
Jeux panaméricains de 1975 Jeux panaméricains de 1983
Les compétitions de cyclisme des Jeux panaméricains de 1979 se sont déroulées du 2 au 9 juillet à San Juan, Porto Rico.

## Podiums

### Courses sur route
| Compétitions                        | Or                                                              | Argent                                                              | Bronze                                                                     |
| ----------------------------------- | --------------------------------------------------------------- | ------------------------------------------------------------------- | -------------------------------------------------------------------------- |
| Course en ligne individuelle        | Carlos Cardet (CUB)                                             | Bernardo Colex (MEX)                                                | Gonzalo Marín (COL)                                                        |
| 100 km contre-la-montre par équipes | États-Unis Wayne Stetina George Mount (en) Tom Sain Tom Doughty | Cuba Carlos Cardet Aldo Arencibia Heriberto Rodríguez Aníbal Torres | Canada Eon D'Ornellas Pierre Harvey Norman Saint-Aubin Bernie Willock (en) |

### Courses sur piste
| Compétitions           | Or                                                                            | Argent                                                                     | Bronze                                                                                        |
| ---------------------- | ----------------------------------------------------------------------------- | -------------------------------------------------------------------------- | --------------------------------------------------------------------------------------------- |
| Kilomètre              | Gordon Singleton (CAN)                                                        | David Weller (JAM)                                                         | Richard Tormen (CHI)                                                                          |
| Vitesse individuelle   | Gordon Singleton (CAN)                                                        | Jesús Pérez (CUB)                                                          | Dagoberto Pino (CUB)                                                                          |
| Poursuite individuelle | Claude Langlois (CAN)                                                         | Fernando Vera (CHI)                                                        | Juan Rivera (CUB)                                                                             |
| Poursuite par équipes  | Chili Richard Tormen (en) Fernando Vera (en) Sergio Aliste Roberto Muñoz (en) | Cuba Juan Rivera Reynaldo Cabrera Antonio Madera Raúl Marcelo Vázquez (de) | Argentine Pedro Caíno (es) Carlos Miguel Álvarez (de) Eduardo Trillini Juan Carlos Haedo (en) |

## Récapitulatif des médailles
Ce tableau n'est pas officiel et n'est qu'un récapitulatif des médailles obtenues par sélection.
| Rang  | Nation     | Or | Argent | Bronze | Total |
| ----- | ---------- | -- | ------ | ------ | ----- |
| 1     | Canada     | 3  | 0      | 1      | 4     |
| 2     | Cuba       | 1  | 3      | 2      | 6     |
| 3     | Chili      | 1  | 1      | 1      | 3     |
| 4     | États-Unis | 1  | 0      | 0      | 1     |
| 5     | Jamaïque   | 0  | 1      | 0      | 1     |
| -     | Mexique    | 0  | 1      | 0      | 1     |
| 7     | Argentine  | 0  | 0      | 1      | 1     |
| -     | Colombie   | 0  | 0      | 1      | 1     |
| Total | Total      | 6  | 6      | 6      | 18    |